# Listen to Your Heart
Listen to Your Heart ist ein Pop-Song des schwedischen Pop-Duos Roxette aus dem Jahr 1988. Er wurde von Per Gessle gemeinsam mit Mats Persson geschrieben.

## Hintergrund
Der Song wurde erstmals im September 1988 von EMI Records als Single veröffentlicht. Es handelt sich nach The Look und Dressed for Success um die dritte Singleauskopplung ihres Albums Look Sharp! Das Musikvideo wurde im Schloss Borgholm auf der Insel Öland gedreht.

## Titelliste der Single
- 7" single

1. Listen to Your Heart – 5:12
2. (I Could Never) Give You Up – 3:59

- CD-Maxi (1989)

1. Listen to Your Heart (Single Mix)
2. Dressed for Success (New Radio Mix)
3. (I Could Never) Give You Up
4. Neverending Love (Live)

- CD-Maxi (1990)

1. Listen to Your Heart (Swedish Single Version)
2. Dangerous (LP Version)
3. Listen to Your Heart (U.S. Remix)
4. Dangerous (U.S. Club Edit)

## Chartplatzierungen
| ChartsChartplatzierungen       | Höchstplatzierung | Wochen |
| ------------------------------ | ----------------- | ------ |
| Deutschland (GfK)              | 7 (23 Wo.)        | 23     |
| Österreich (Ö3)                | 2 (14 Wo.)        | 14     |
| Schweden (GLF)                 | 3 (8 Wo.)         | 8      |
| Schweiz (IFPI)                 | 8 (18 Wo.)        | 18     |
| Vereinigte Staaten (Billboard) | 1 (22 Wo.)        | 22     |
| Vereinigtes Königreich (OCC)   | 6 (9 Wo.)         | 9      |

## Coverversionen
- DHT (2003)
- Dash Berlin (feat. Christina Novelli; 2017)
- Through Fire (2019)
- Anotherkind (feat. Lena Scissorhands; 2021)
- Leo Moracchioli (feat. Violet Orlandi; 2021)
- Visionized (2022)